# Sido
Sido (valódi nevén Paul Hartmut „Siggi“ Würdig, Kelet-Berlin, 1980. november 30. – ) egy német rapper, aki főként nyers és agresszív dalszövegeivel vált ismertté.
Paul előadói neve a „Scheiße in dein Ohr“ (magyarul: szarok a füledbe), pejoratív tartalmú kifejezés rövidítéséből jött létre, egy másik magyarázat szerint művészneve valójában ezt takarja: „super-intelligentes Drogenopfer“ (magyarul: szuperintelligens kábítószeráldozat). Nevének jelentése ma már nem játszik komolyabb szerepet.
Különös védjegyének számít még az ezüstszínű maszkja, amelyet fellépésein is fel szokott venni.

## Élete
Sido nyolcéves koráig anyjával és a nála fiatalabb lánytestvérével élt Berlin keleti részén. Később azonban Nyugat-Berlinbe költöztek. Elmondása szerint nyolcadrészben iráni származású is. Saját állítása szerint általános érettségi végzettsége van.

## Diszkográfia

### Nagylemezek
- 2004: Maske
- 2006: Ich
- 2007: Eine Hand wäscht die andere
- 2008: Ich und meine Maske
- 2009: Aggro Berlin
- 2011: 30-11-80
- 2015: VI
- 2016: Das goldene Album

### Kislemezek
- 2004: Mein Block
- 2004: Weihnachtssong
- 2004: Arschficksong
- 2004: Fuffies im Club
- 2005: Mama ist stolz + Limitierte Punkrock-Version
- 2005: Steh wieder auf (Deine Lieblings Rapper)
- 2006: Wahlkampf (Sido & G-Hot)
- 2006: Straßenjunge
- 2006: Weihnachtssong 2006
- 2007: Ein Teil von mir
- 2007: Schlechtes Vorbild
- 2007: Wir reißen den Club ab (Hecklah & Coch feat. Sido)
- 2007: Kettenreaktion (Spezializtz feat. Sido)
- 2007: Weihnachtssong 2007
- 2008: Augen auf/Halt dein Maul
- 2008: Carmen
- 2008: Herz
- 2008: Weihnachtssong 2008
- 2008: Beweg Dein Arsch!

Közreműködések
- 2005: Dein Lieblings Album (Deine Lieblings Rapper)
- 2009: Die Sekte (Die Sekte)
- 2011: 23 (23)
- 2015: Best day (Eskimo Callboy)
- 2017: Royal Bunker (Kool Savas)